# Grön bärfis
Grön bärfis eller grönt stinkfly (Palomena prasina) tillhör familjen bärfisar. Arten är utbredd över större delen av Europa, samt i tempererade delar av Asien och norra Afrika.
De fullbildade insekterna har en kroppslängd på omkring 11 till 14 millimeter. Färgen på kroppen är övervägande grönaktig, utom på täckvingarnas hinnartade del, hemelytron, som är mörkare brunsvart.
Ovansidan på kroppen har en fin rödbrunaktig punktstruktur, särskilt framträdande på skutellen. Antennerna har fem leder och blir mörkare ut mot spetsen. Benen är gulgrönaktiga. 
På sensommaren börjar den gröna bärfisens färg gå över till mer brunaktig och när hösten kommer är bärfisen mer brun än grön i färgen. Detta är en anpassning för övervintringen och bärfisen får tillbaka sin gröna färg igen framåt våren. 
Mundelarna är sugande och den livnär sig på saft från olika växter. Den kan också suga på bär. 
Utvecklingen från ägg till imago sker som hos andra halvvingar genom ofullständig förvandling. Nymferna liknar de fullbildade insekterna men är vinglösa och kan ha mörkare fläckar.

## Galleri

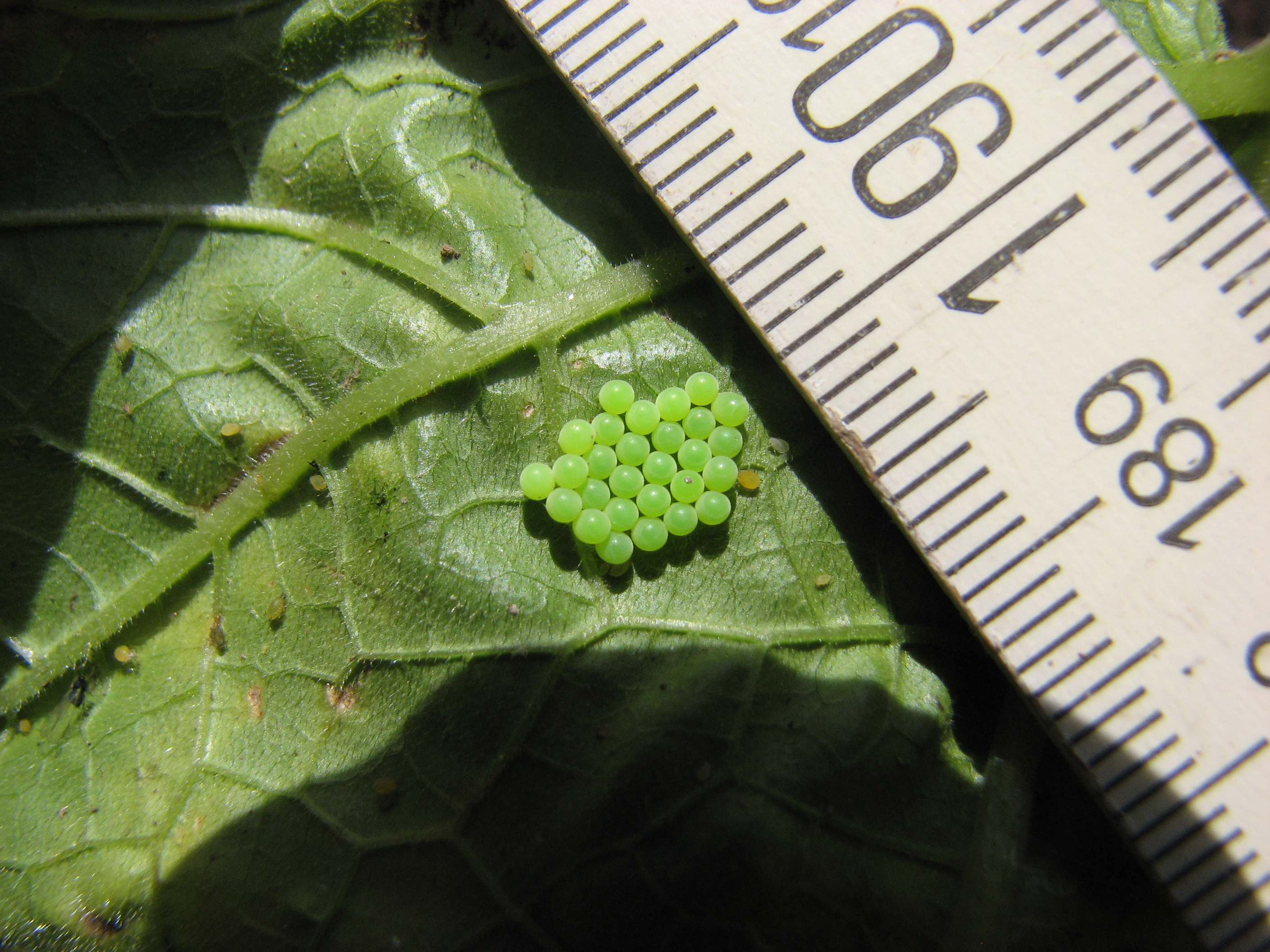
Äggmassa.
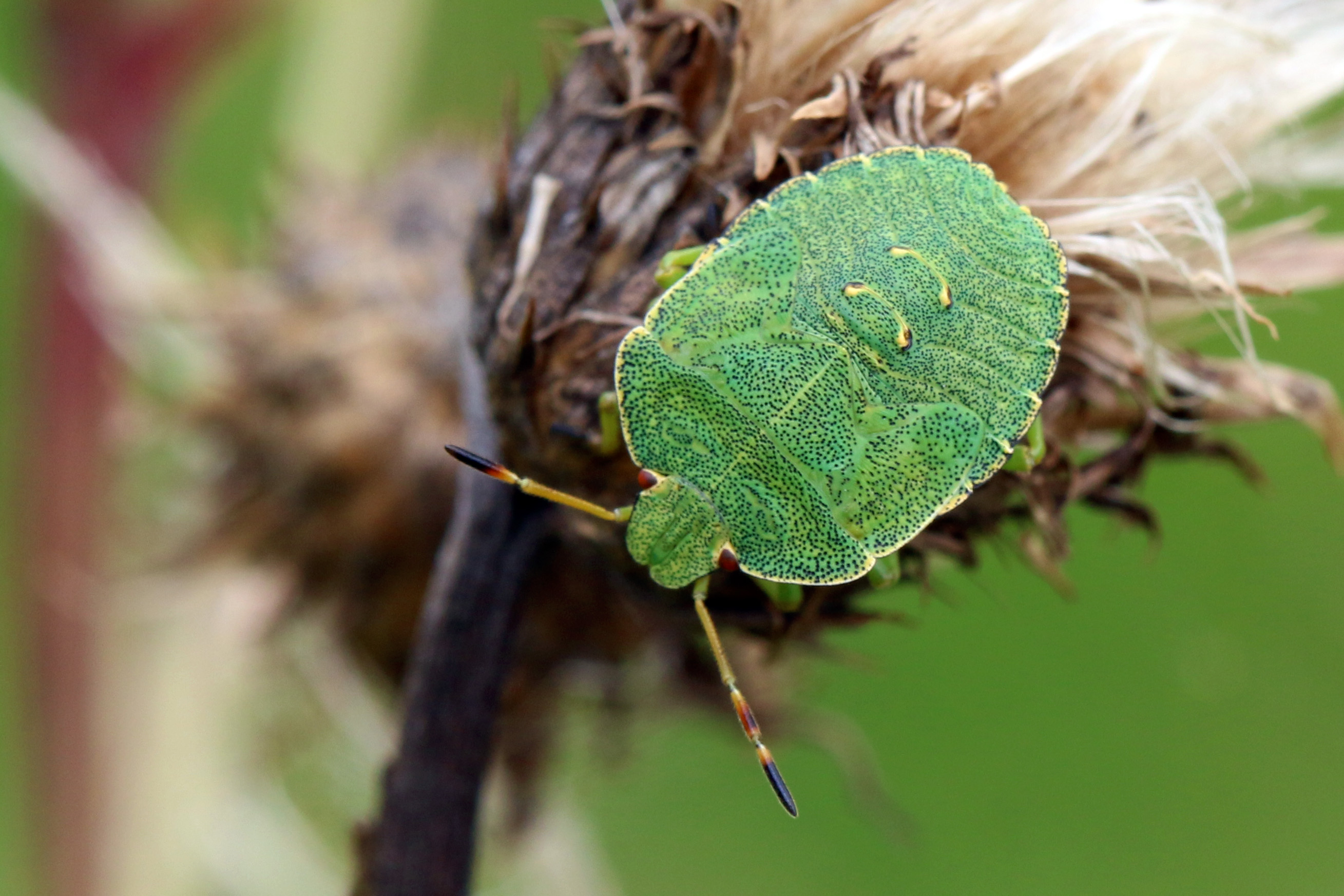
4:e stadiets (skinnömsningens) nymf.
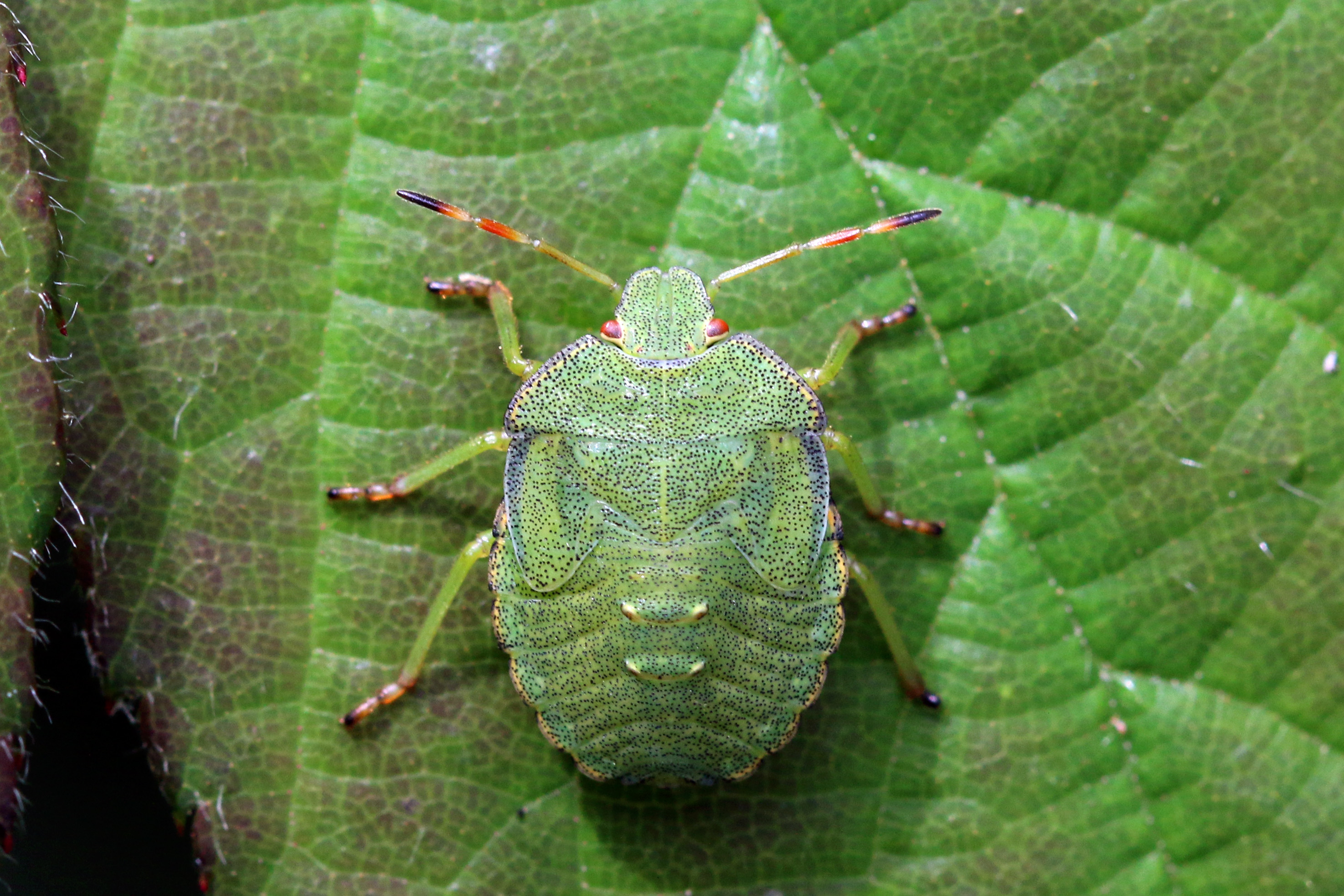
5:e stadiets nymf.
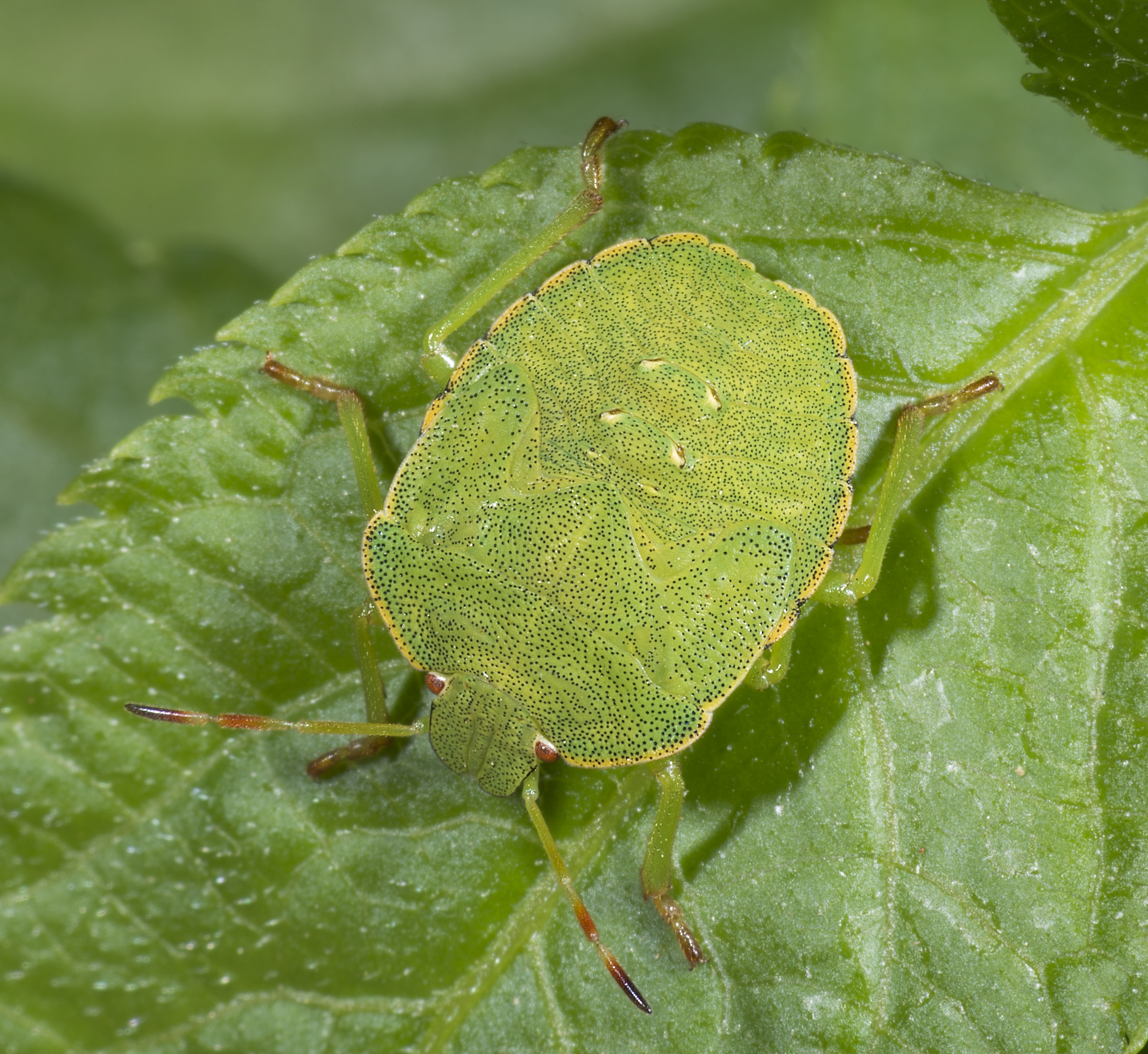
Slutstadiet av nymf.
Färdig imago.